# Salt-N-Pepa
Salt-N-Pepa (alternative stavemåder: Salt-n-Pepa og Salt 'N' Pepa) er en Grammy Award-vindende amerikansk hiphop-trio fra Queens, New York. Gruppen blev dannet i 1985.
Salt 'N' Pepa består af Cheryl James ("Salt", nu Cheryl Wray), Sandra Denton ("Pepa") og Deidra "Dee Dee" Roper (Spinderella). Gruppen har solgt mere end 15 millioner albums og singler verden over og er den bedst sælgende kvinde rap-gruppe nogensinde.
Gruppen brød op i 2002, men blev efterfølgende gendannet i 2007.
Debutalbummet Hot, Cool & Vicious udkom i 1986.
| Musikgruppe | Spire Denne artikel om en amerikansk musikgruppe er en spire som bør udbygges. Du er velkommen til at hjælpe Wikipedia ved at udvide den. |